# Licun
Licun (kinesiska: 李村镇, 李村) är en köping i Kina. Den ligger i provinsen Shandong, i den östra delen av landet, omkring 210 kilometer sydväst om provinshuvudstaden Jinan. Antalet invånare är 52868. Befolkningen består av 27 308 kvinnor och 25 560 män. Barn under 15 år utgör 22,0 %, vuxna 15-64 år 68 %, och äldre över 65 år 9,0 %.
Genomsnittlig årsnederbörd är 692 millimeter. Den regnigaste månaden är juli, med i genomsnitt 209 mm nederbörd, och den torraste är januari, med 4 mm nederbörd.